# Tío Luis el de la Juliana
Tío Luis el de la Juliana, cuyo nombre real probablemente fue Luis Montoya Garcés, fue un cantaor gitano andaluz. Nació en Jerez de la Frontera a fines del siglo XVIII, en alguna fecha indeterminada entre 1750 y 1760, y falleció alrededor de 1830, probablemente en el mismo lugar. Fue creador de tonás, y es considerado uno de los primeros grandes cantaores reconocidos (aunque no unívoco, puesto que también hay referencias a la misma persona como Tío Luis de la Geliana) y uno de los personajes más míticos de la historia del flamenco.
La escasa crónica, y principalmente la tradición oral, recoge a Tío Luis el de la Juliana como una figura muy destacada del cante, que tal vez haya sido el primero de todos. Se le atribuye la autoría de ciertas formas primigenias de la toná, como la toná-liviana, la del Cristo o la de los Pajaritos, composiciones que habría creado y difundido alrededor del año 1770. Particularmente, se le atribuye además al Tío Luis el de la Juliana la toná-grande, de la se ha dicho que contiene todos los elementos clave del cante jondo y un carácter de "toná fundamental", posiblemente también "fundacional" del cante en Jerez.
En los albores de la toná también se cuentan los cantaores El Planeta, Tío Juan Macarrón, Tío Vicente Macarrón, Tío Luis El Cautivo, Tía María la Jaca y Curro Casado. Demófilo llama al Tío Luis el de la Juliana «el rey de cantaores» y menciona a Perico Cantoral y a sus hermanos Juan y Manuel como sus discípulos directos.
Por otra parte, la caña y policaña –también generalmente considerados cante legendario, originario y fundacional del flamenco en su conjunto– se han relacionado igualmente con Tío Luis el de la Juliana y con quienes se mencionan como sus directos descendientes musicales: El Planeta y El Fillo. El folclorista Antonio Machado Álvarez (Demófilo), (quien dicho sea de paso es el padre del poeta Antonio Machado) recibió estos relatos testimoniales del cantautor Juanelo. El musicólogo Manuel García Matos, por su parte, considera más probable que el origen de este cante (por lo menos del nombre) provenga de una canción andaluza anterior, preflamenca, que trata de la caña de azúcar. Siguiendo este razonamiento, la caña del Tío Luis de la Juliana sería más bien cante y baile tradicional andaluz (es decir, basado en los fandangos comarcales de Andalucía) mientras que la vertiente flamenca propiamente tal requeriría de las claves aportadas por El Fillo y más tarde por el Tío José de Granaíno. Pero también hay otras teorías sobre el nombre, por ejemplo que podría tratarse de «cantar a las cañas» (a los vasos de vino).
Desde 1999 se realiza anualmente el «Festival de Flamenco Tío Luis el de la Juliana», donde se otorga un premio que también lleva su nombre.